# Federazione di softball della Lituania
La Federazione lituana di softball (lit. Lietuvos softbolas asociacija) è un'organizzazione fondata per governare la pratica del softball in Lituania.
Organizza il campionato di softball lituano, e pone sotto la propria egida la nazionale di softball femminile.